# Slobodan Uzelac
Slobodan Uzelac, cyr. Слободан Узелац (ur. 9 sierpnia 1947 w Kakmie) – chorwacki pedagog i polityk reprezentujący mniejszość serbską, od 2008 do 2011 wicepremier.

## Życiorys
W 1976 ukończył studia na Wydziale Medycznym Uniwersytetu w Zagrzebiu. W 1981 uzyskał stopień naukowy doktora z zakresu szkolnictwa specjalnego na Uniwersytecie w Belgradzie.
Pracował jako wychowawca w schronisku dla młodzieży z zaburzeniami zachowania. Od 1973 do 1982 był asystentem na wydziale pedagogiki specjalnej Uniwersytetu w Zagrzebiu. Prowadził kursy z zakresu specjalistycznych metod nauczania. W 1982 został asystentem profesora, a w 1999 objął stanowisko profesorskie na swojej macierzystej uczelni. Pełnił szereg funkcji w rządowych i społecznych organach doradczych zajmujących się kwestiami społecznymi (w tym zwłaszcza problematyką nieletnich). Jest autorem licznych publikacji naukowych poświęconych m.in. pracy pedagogicznej z młodzieżą. Został członkiem krajowych organizacji edukacyjnych i pedagogicznych.
Zaangażował się także w działalność polityczną w ramach Niezależnej Demokratycznej Partii Serbskiej. W 2004 został sekretarzem stanu w chorwackim Ministerstwie Nauki, Edukacji i Sportu. Po wyborach parlamentarnych w 2007 SDSS weszła oficjalnie w skład koalicji rządowej. 12 stycznia 2008 Slobodan Uzelac objął stanowisko wicepremiera w gabinecie Iva Sanadera. 6 lipca 2009 utrzymał ten urząd w nowo powołanym rządzie Jadranki Kosor. Początkowo powierzono mu początkowo nadzór nad sprawami rozwoju regionalnego, odbudowy i powrotu uchodźców, w 2009 przejął odpowiedzialność za sprawy społeczne i praw człowieka. Funkcję tę pełnił do 2011.
Slobodan Uzelac jest żonaty, ma dwoje dzieci.